# استیون ام. بجر
استیون ام. بجر (انگلیسی: Stephen M. Badger) (زادهٔ ۱۸ سپتامبر ۱۹۶۸) اهالی کسب‌وکار، تهیه‌کننده اهل ایالات متحده آمریکا است.